# Supermodified
Supermodified è il quarto album discografico in studio del DJ brasiliano Amon Tobin, pubblicato nel 2000.

## Tracce
1. Get Your Snack On – 4:22
2. Four Ton Mantis – 4:45
3. Slowly – 5:37
4. Marine Machines – 5:45
5. Golfer vrs Boxer – 6:17
6. Deo – 6:44
7. Precursor feat. Quadraceptor – 4:39
8. Saboteur – 5:18
9. Chocolate Lovely – 6:03
10. Rhino Jockey – 7:28
11. Keepin' It Steel (The Anvil Track) – 4:29
12. Natureland – 5:48